# Värmebehandlad mjölk
Värmebehandlad mjölk har sitt ursprung i 1800-talet för att minska risken för smittspridning av patogena bakterier såsom tuberkulos och tyfus till människan, vilket var mycket vanligt förr.
Det var den franska forskaren Louis Pasteur som upptäckte att värmebehandling dödade såväl patogena bakterier som bakterier som förstör mjölken.
Mjölkprodukter som inte är värmebehandlade får inte säljas i butik och produkter som är tillverkade av obehandlad mjölk måste märkas med "framställd av obehandlad mjölk".
Värmebehandlingen kan ske vid olika temperaturer och olika länge,vilket ger olika egenskaper hos den färdigbehandlade mjölken.
Värmebehandlad mjölk finns av följande typer:
- Termiserad mjölk, vid 57–68 °C i minst 15 sekunder (EU-riktlinje); för osttillverkning.
- Pastöriserad mjölk, lågpastöriserad 72–75 °C, högpastöriserad 80 °C
- ESL (Extended Shelf Life), ett mellanting av högpastörisering och UHT, med snabb nedkylning.
- UHT-mjölk, ultrapastöriserad vid exempelvis 147 °C i 1–4 sekunder.
- Buddisering var en äldre metod, där förutom värmebehandling vid 50–55 °C, även väteperoxid tillsattes.